# Императоре (Потенца)
Императоре (итал. Imperatore) је насеље у Италији у округу Потенца, региону Базиликата.
Према процени из 2011. у насељу је живело 126 становника. Насеље се налази на надморској висини од 841 м.